# Egnasia distorta
Egnasia distorta là một loài bướm đêm trong họ Noctuidae.